# Modern Combat: Sandstorm
Modern Combat: Sandstorm é um FPS desenvolvido em 2009 pela Gameloft para iOS e convertido para webOS, Bada e Android em 2010. É o primeiro jogo da série Modern Combat e foi seguido em 2010 de Modern Combat 2: Black Pegasus.

## Jogabilidade
Modern Combat: Sandstorm joga-se de forma muito semelhante a Call of Duty 4: Modern Warfare. O jogo apresenta dez missões em ambientes variados com tarefas diferentes para os jogadores completarem. Os principais inimigos no jogo são terroristas, e muitas vezes, o jogador é acompanhado por outros soldados que lutam ao lado deles.
O movimento é controlado por um joystick virtual no ecrã, os jogadores também podem se agachar, lançar granadas, usar mira, recarregar, mudar de armas e atirar usando os botões virtuais na tela sensível ao toque. Todos os controles podem ser personalizadas a partir do menu principal.
A possibilidade de multiplayer online foi adicionado como uma atualização gratuita no dia 28 de janeiro de 2010.

## Armas
Há uma grande variedade de armas em Modern Combat: Sandstorm, as armas podem ser encontrados armazenados em caixas, muitas vezes dentro de um edifício ao longo do caminho indicado pelas missões.
As armas incluidas são M16A3, MP5A2, M870, AK-47, M24 SWS, M249 e RPG-7.